# Wilfried Schneider
Wilfried Schneider (* 20. November 1952) ist ein ehemaliger deutscher Fußballspieler.

## Werdegang
Der Abwehrspieler Wilfried Schneider begann seine Karriere beim Ahlener SV, mit dem er in der Saison 1978/79 in der seinerzeit drittklassigen Oberliga Westfalen spielte. Im Sommer 1979 wechselte Schäffer in die 2. Bundesliga zum SC Herford, der gerade in diese Liga aufgestiegen war. Schneider gab sein Debüt am 3. August 1979 beim 1:0-Sieg der Herforder beim SC Viktoria Köln. Zwei Jahre später verpasste er mit seiner Mannschaft die Qualifikation für die eingleisige 2. Bundesliga. Schneider absolvierte 42 Zweitligaspiele und blieb dabei ohne Torerfolg.